# Bugbear Entertainment
Bugbear Entertainment — дочерняя компания THQ Nordic, которая специализируется на разработке компьютерных игр. Компания наиболее известна по серии игр FlatOut и Wreckfest.

## История компании
Компания была основана в 2000 году в городе Хельсинки, Финляндия. Название компании, «bugbear», переводится как рус. «бука», «пугало». Штат сотрудников, по состоянию на 2007 год, составлял 40 человек.
Все компьютерные игры, разработанные Bugbear, выполнены в жанре автосимулятора. Одной из известных разработок является серия игр FlatOut, первая игра которой вышла в 2004 году для PC-совместимых компьютеров и игровых консолей Xbox и PlayStation 2. Игры серии получали различные награды от СМИ и благоприятные оценки критиков и игроков. Например, FlatOut 2 была выбрана лучшей гоночной игрой порталом IGN и печатным изданием «Игромания», а средняя оценка по рецензиям, согласно сайту Metacritic, составляет 76 из 100. Помимо серии FlatOut, компанией были разработаны и другие игровые проекты, такие как Rally Trophy — реалистичный симулятор ралли.
Bugbear также выпустила новую игру из серии Ridge Racer — Unbounded, выход которой состоялся в 2012 году, а спустя год — онлайн (free-to-play) гонки Driftopia, однако данный проект не смог дойти до стадии финальной версии.
14 июня 2018 года состоялся релиз новой игры компании, Wreckfest, ранее фигурировавшей под рабочим именем Next Car Game.
14 ноября 2018 года компания-издатель THQ Nordic приобрела 90% акций Bugbear, оставив открытой возможность приобрести оставшиеся 10% позже.
Для разработки всех игр Bugbear использовала собственный игровой движок ROMU (ранее известный как Bugbear Game Engine), постоянно обновляя его с каждой игрой.

## Разработанные игры
| Год  | Название                        | Платформа(-ы)                                                                   | Издатель           |
| ---- | ------------------------------- | ------------------------------------------------------------------------------- | ------------------ |
| 2001 | Rally Trophy                    | PC (Windows)                                                                    | JoWooD Productions |
| 2003 | Tough Trucks: Modified Monsters | ПК (Windows)                                                                    | Activision         |
| 2004 | FlatOut                         | ПК (Windows, Linux), PlayStation 2, Xbox                                        | Empire Interactive |
| 2005 | Glimmerati                      | Symbian OS                                                                      | Nokia              |
| 2006 | FlatOut 2                       | ПК (Windows, Linux), macOS, PlayStation 2, PlayStation Portable, Xbox, Xbox 360 | Empire Interactive |
| 2007 | FlatOut: Ultimate Carnage       | ПК (Windows), Xbox 360                                                          | Empire Interactive |
| 2007 | Sega Rally Revo                 | PlayStation Portable                                                            | SEGA               |
| 2012 | Ridge Racer Unbounded           | ПК (Windows), PlayStation 3, Xbox 360                                           | Namco Bandai Games |
| 2018 | Wreckfest                       | ПК (Windows), PlayStation 4, Xbox One, PlayStation 5, Xbox Series X/S           | THQ Nordic         |